# 桂南馬
桂 南馬（かつら なんば）は、落語家の名跡。
- 桂南馬 - 後∶七代目都家歌六
- 桂南馬 - 本項にて記述

桂 南馬（かつら なんば、1987年5月14日 - ）は、落語家。本名∶安井 英智。出囃子は『ああわからない』。

## 経歴
1987年5月14日、大阪府出身。大阪芸術大学卒業。
2018年4月、三代目桂小南に入門し二番弟子となる。7月に前座となり「南之助」を名乗る。
2022年8月、兄弟子桂南楽と共に二ツ目に昇進し、「南馬」に改名。当初は師匠の二ツ目名「南楽」を継ぐ予定だったが、兄弟子の南太郎が「継ぎたい」と申し出て譲ることになった。

## 人物
- 兄弟子の南楽は同日入門。南馬は出待ちで入門志願をしたが、南楽が入り待ちで入門志願していたため、3時間違いで弟弟子となった[3]。

## 芸歴
- 2018年
  - 4月 - 三代目桂小南に入門。
  - 7月 - 前座となり「南之助」を名乗る。
- 2022年8月 - 二ツ目昇進、「南馬」に改名。